# 리명준 (축구 선수)
리명준(1990년 8월 16일 ~ )은 조선민주주의인민공화국의 축구 선수이다. 포지션은 공격수이며 현재 소백수체육단 소속이다.